# Europese weg 57
De Europese weg 57 of E57 is een Europese weg die loopt van Sattledt in Oostenrijk naar Ljubljana in Slovenië.

## Algemeen
De Europese weg 57 is een Klasse A Noord-Zuid-verbindingsweg en verbindt het Oostenrijkse Sattledt met het Sloveense Ljubljana en komt hiermee op een afstand van ongeveer 380 kilometer. De route is door de UNECE als volgt vastgelegd: Sattledt - Liezen - Sankt Michael - Graz - Maribor - Ljubljana.